# Río Cauto
El río Cauto es un curso de agua de Cuba, el más largo de la isla y el segundo más caudaloso tras el río Toa. 

## Curso
Su cuenca hidrográfica nace desde el lugar llamado La Estrella, en el municipio de Palma Soriano, provincia de Santiago de Cuba, a una altitud de 600 m sobre el nivel del mar, naciendo en la ladera norte de la Sierra Maestra, Las Tunas, Holguín y Granma, esta última con mayor porción. Su cuenca cuenta con una extensión de unos 8928 km², que representa el 8,1% del territorio nacional y es habitada, aproximadamente, por un millón de personas. En su cauce natural, los ríos Caney, Mefán Caña, Yarayabo y varios arroyos como Los Guaos y Las Tusas son afluentes del río Cauto, el cual desemboca en el golfo de Guacanayabo.
La cuenca del Cauto actualmente, está sometida a numerosos proyectos, encabezados por el gobierno cubano, contra la contaminación y la sequía presentes por el uso irracional de sus recursos durante años. Estos proyectos persiguen el objetivo de proteger la flora y la fauna, mediante la reforestación, eliminación de fuentes contaminantes y medidas de educación ambiental beneficiando a la naturaleza y al hombre.
Con una longitud de 343 km, es considerado el río más largo de todas las Antillas.

## Lucha contra la desertificación
Debido al uso irracional de los recursos naturales que dispuso el río Cauto, junto con algunos factores climáticos, han hecho que el río Cauto haya disminuido la flora y fauna que habitan en el entorno natural de este afluente. En el año 2003, la cantidad de árboles que aún se encontraban en el afluente se estimó en un 11% del área total del río.
Algunos estudios mostraban que la carga contaminante en el entorno del río llegaba a las 24 000 toneladas por año, que, sumando el inadecuado sistema de drenajes de los cultivos, hacía que el hombre degradara la cuenca del río. Como un factor ambiental se coloca los altos índices de radiación solar e insolación que llegan a Cuba, siendo afectado por el efecto de la evaporación, que en el río Cauto llega hasta los 2300 milímetros.
En el año 1959, el gobierno cubano ha buscado mejorar el ecosistema que se encuentra presente en el río, creando instituciones gubernamentales que se encargan de la manutención de las leyes y llevar un constante monitoreo de la situación del río.
Para paliar esta desertificación, en el año 2003, y en el marco de 6.ª Sesión de la Conferencia de las Partes de la Convención de Naciones Unidas, celebrada en La Habana entre el 25 de agosto y el 5 de septiembre de 2003, se dieron a conocer varias estadísticas y tratamientos aplicados al entorno del río, el cual fue catalogado como de buena recuperación debido a que se ha reforestado gran parte del afluente, disminuyendo la cantidad de emisiones contaminantes cercanas a su cuenca.

## Soneto al Cauto
El río fue fuente de inspiración de Carlos Manuel de Céspedes, quien en 1852 escribió el soneto "Al Cauto", en homenaje a este río.